# Pumping (рачунарски системи)
Pumping, када се односи на рачунарске системе, једноставно означава колико пута у току тактног циклуса је извршен пренос података.
Ране врсте системске меморије (RAM), као што је SD RAM, преносе податке само на растуће ободе радног такта. Са појавом двоструке брзине преноса података синхроно динамичног RAM-а или DDR SDRAM-а, подаци су преношени и преко растућег и преко опадајућег обода. Међутим, четвороструко пумпање се користило неко време код чеоне магистрале (FSB) рачунарског система. Ово функционише тако што се преносе подаци по растућем ободу, до максимума, опадајућем ободу и кроз сваки тактни циклус посебно. Intel-ови рачунарски системи (и други) користе ову технологију да достигну еикасну FSB брзину од 1600 MT/s (милион трансфера у секунди), иако је брзина радног такта FSB-а само 400 MHz (циклуса у секунди). Затим се фазно затворена петља у CPU-у увећава тако што се FSB осцилатор множи са фактором како би добили брзину CPU-а.
Пример: Core 2 Duo E6600 процесор је наведен као 2.4 GHz са 1066 MHz FSB. Познато је да је FSB четвороструко пумпан, тако да је његова фреквенција 1066/4 = 266 MHz. Дакле, CPU множитељ је 2400/266, или 9×. Компатибилни DDR2 RAM који је познат као двоструко пумпан и који има Улазно/Излазну магистралу два пута већу од праве FSB фреквенције (важи да је пренос података 4 пута по тактном циклусу), тако да би се систем покренуо синхронијски (види Чеону магистралу) врста прикладне RAM меморије за то је учетворостручена 266 MHz, или DDR2-1066 (PC2-8400 или PC2-8500, у зависности од етикетирања произвођача.).